# Мешков, Алексей Иванович
Алексе́й Ива́нович Мешко́в (1884—1938) — советский архитектор и градостроитель.

## Биография
В 1911 году окончил Московское училище живописи, ваяния и зодчества со званием художника-архитектора. В 1918 году служил архитектором в Строительном отделе Совета районных дум Москвы. В 1924—1925 годах работал в «Стандартстрое» — первой в СССР организации, начавшей массовое стандартизированное жилищное строительство. В 1924—1929 годах состоял членом Технического совещания (архитектурного совета) и Центрального проектно-технического бюро Моссовета. В 1927 году входил в комиссию Государственного научно-экспериментального института гражданских, промышленных и инженерных сооружений ВСНХ СССР (ГИС) по жилищному строительству. С 1929 года работал в Строительной конторе треста «Мосстрой». В 1933—1934 годах руководил архитектурно-планировочной мастерской № 8 Моссовета; под руководством В. Н. Семёнова принимал участие в разработке «Предварительного эскизного проекта планировки г. Москвы» (1932), который лёг в основу утверждённого в 1935 году Генерального плана реконструкции Москвы.
По проекту Мешкова построено здание фабрики-кухни № 1 на Ленинградском проспекте, ставшее первым реализованным объектом этого нового типа общественного сооружения. Автор района «Усачёвка» — одного из первых жилых массивов советского времени.

В 1920-х годах жил в Москве по адресу: Большой Новинский переулок, 1, кв. 47. В 1930-х годах жил по адресу: Большой Новинский переулок, 3. Умер 4 сентября 1938 года. Похоронен на Новодевичьем кладбище (2-й участок). 

## Проекты и постройки в Москве
- 1925—1928 — жилой район «Усачёвка», при участии Г. Л. Масленникова, Н. Молокова, Н. Щербакова, Усачёва улица, 29, корп 1—3, 7—9, улица Доватора, 12, 14[12];
- 1926—1928 — фабрика-кухня МОСПО № 1 , Ленинградский проспект, 7  памятник архитектуры (вновь выявленный объект)[13];
- 1927—1929 — фабрика-кухня, 1-й Боткинский проезд, 7  памятник архитектуры (региональный)[14];
- 1929 — жилой дом кооператива работников наркоматов иностранных дел и труда, Боярский переулок, 6/2[15];
- 1920-е — детская поликлиника, совместно с Н. Щербаковым, инженером Г. Л. Масленниковым, Улица 10-летия Октября, 2  памятник архитектуры (региональный)[16];
- 1930 — проект столовой МОСПО (не осуществлён)[17];
- 1932 — жилой дом для работников наркомата путей сообщения, совместно с И. С. Николаевым, Новая Басманная, 4-6.
- 1935 — проект планировки Юго-Западного района Москвы (не осуществлён)[18].